# 布留遺跡

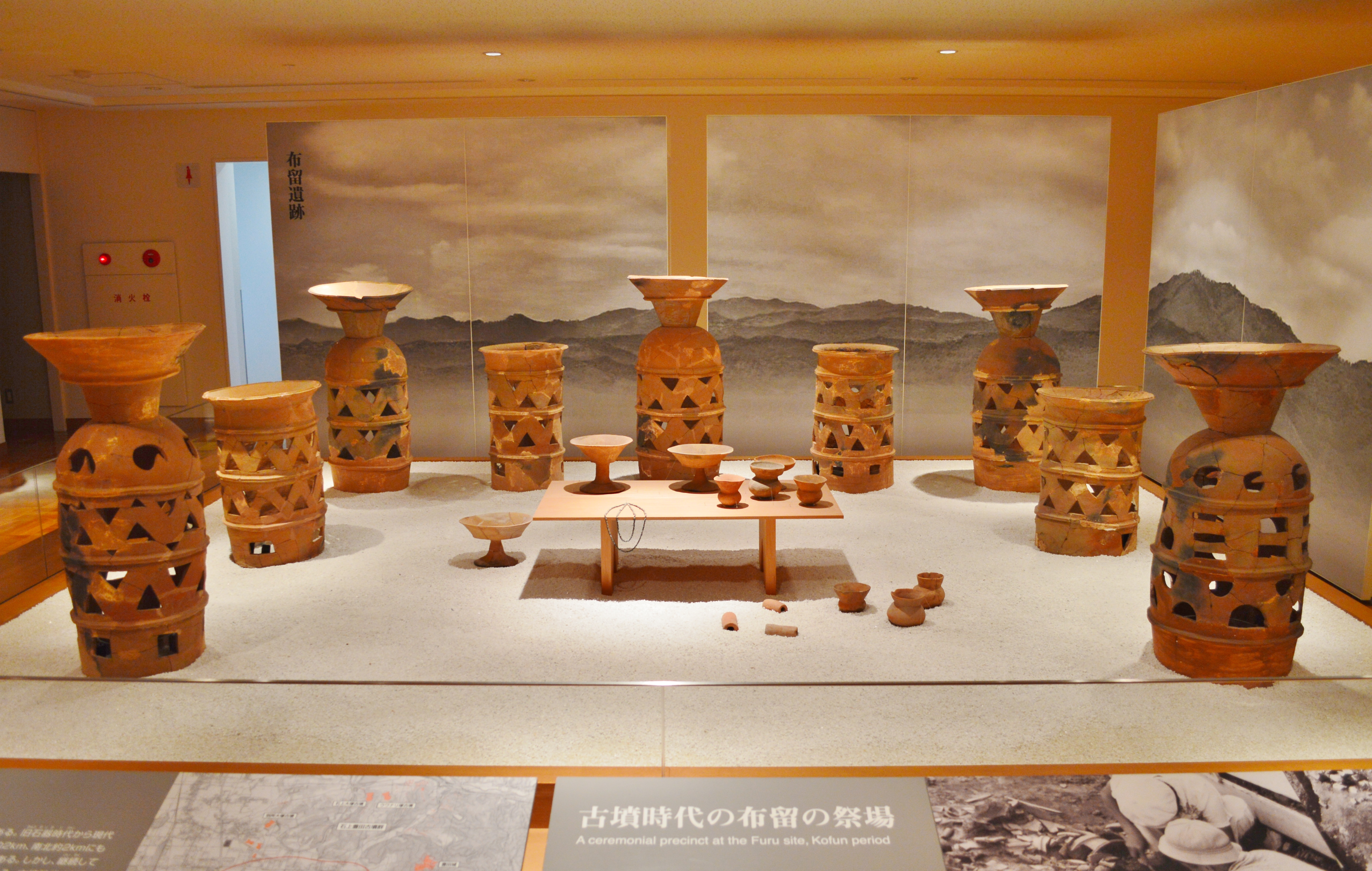
布留遺跡出土 埴輪・土器天理大学附属天理参考館展示。

布留遺跡（ふるいせき）は、奈良県天理市布留町・三島町付近にある旧石器時代から現代まで続く複合遺跡。「布留式土器」（土師器）の出土により古墳時代前期の標式遺跡となっている。

## 概要
奈良盆地東部、布留川の流れる扇状地上にあり、遺跡範囲は現在の天理教本部付近を中心として、南北2キロメートル×東西2キロメートルに及ぶ。遺跡の北側には石上・豊田古墳群、南側には杣之内古墳群があり、東側には石上神宮が鎮座する。
主に地元の天理大学により調査が行われている。縄文時代早期から晩期にかけて断続的に集落が営まれ、深鉢などの縄文土器が出土している。弥生時代末ごろから規模が大きく継続的な集落が営まれるようになり、古墳時代には、豪族居館や工房、埴輪を用いた（古墳ではない）祭祀遺構が現れた。土師器や須恵器、朝鮮半島由来の「韓式系土器」、刀剣の装具、埴輪などが出土している。
特に土師器については、古墳時代前期（3世紀後半から4世紀）の代表的な型式として「布留式土器」が設定され、編年の指標となっている。また、縄文土器についても、布留遺跡出土土器を基に中期の天理C式、後期の天理K式が設定された。遺跡名ではなく、所在都市名の「天理」を取ったのは、前述の布留式土器と混同を避けるためである。
出土品は天理大学附属天理参考館に所蔵・展示されている。

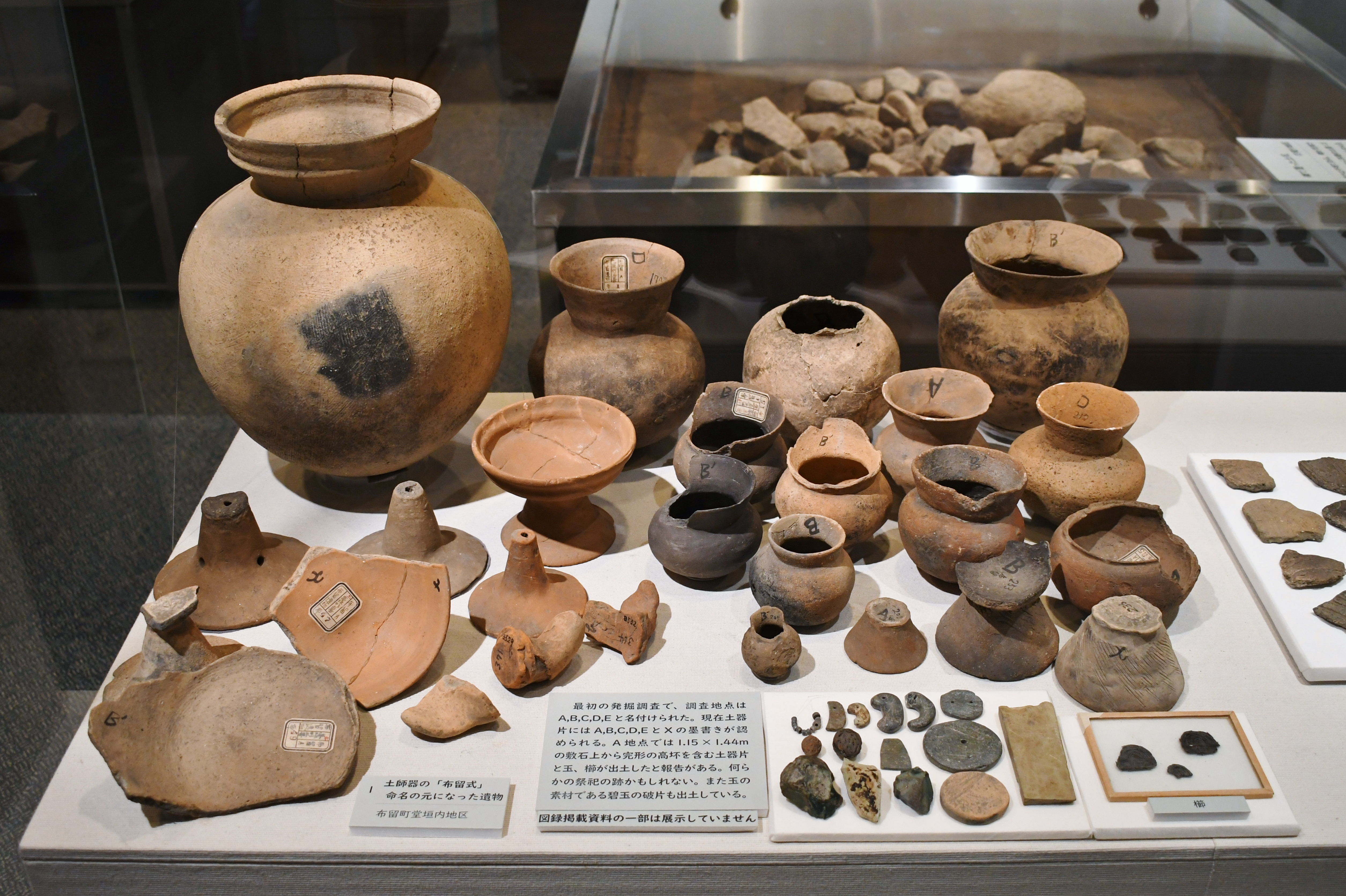
堂垣内地区出土品（「布留式」土器の命名由来遺物） 天理大学附属天理参考館企画展示時に撮影。

## 文献
- 天理大学附属天理参考館 2001 『天理参考館常設展示図録』pp.98-101
- 日野宏『物部氏の拠点集落 布留遺跡（シリーズ「遺跡を学ぶ」140）』新泉社、2019年。ISBN 9784787719409。